# Уку (эстонская мифология)
У́ку (эст. Uku) —  персонаж эстонского фольклора и мифологии, верховный бог, громовержец; на северо-восточном побережье Эстонии — домовой (ранее — умерший прародитель), которому делались жертвоприношения за новый урожай или пищу на жертвенном камне (камень Уку) или в специальной таре (Уку-вакк).

## Уку в народных преданиях
У древних эстонцев не были должным образом развиты представление о вечности и понятие старости. Старость обычно становилась высшим признаком небесного правителя, поэтому ему давались разные имена: Дед, Старец (эст. Vanataat, Vana-ätt), Старик (эст. Vanamees), Небесный старец (эст. Taevataat) и, в том числе, — Уку. Последнее имя, однако, нечасто встречается в эстонских народных преданиях. В эстонском фольклоре Уку появился, очевидно, по образцу финского верховного бога Укко.
Пожертвования Уку в основном приносились в прямоугольном коробе, сделанном из луба, прутьев и берёсты, с крышкой на петле. Такой короб был в каждом хозяйстве. В начале весны проводился специальный обряд Уку, в котором принимал участие весь приход или волость. Во время обряда в жертву божеству-гиганту доставлялись Уку-вакки. Все вещи, скопившиеся в течение года в Уку-вакке, позднее, вероятно, сжигались.
В некоторых местностях считается, что у Уку была жена по имени Раун (Raunj — вероятно, от шведского слова rönn, «рябина»). Фридрих Крейцвальд тоже поддерживал это предположение, имея в виду то, что Благовещение Пресвятой Богородицы следует рассматривать как отголосок праздника весеннего солнцестояния в честь Уку и его жены Раун (Inland 1837, № 27). Крейцвальд не уточняет, говорит ли он здесь об эстонском или финском Уку, и кто считает Раун женой Уку — эстонцы или финны. Есть данные, на основании которых можно сделать вывод, что наряду с Уку (Дедом) у древних эстонцев была также Мать-Земля (эст. Maaema). Крейцвальд позаимствовал сведения о жене Уку из хроник Томаса Йерне. Правда, Йерне называет жену Уку Раун  (Raunj); из-за опечатки у Крейцвальда Раун стала называться Ранн (Rannj).

## Уку в эпосе «Калевипоэг»
Статус сверхсущества в значении находящего на небесах бога ветра, дождя и грома Уку получил в эпосе «Калевипоэг». Герои эпоса обращаются к Уку за помощью или приносят ему дары.

#### Песнь вторая
Кончина Старого Калева * Детство Калевипоэга
Линда шлёт молитвы Уку, когда после смерти её мужа Калева у неё начинаются тяжёлые роды:
Ходишь — бедная, больная,
Как былиночка сгибаясь.
Ходишь ты без опояски,
Без повойника цветного,
Только шлёшь молитвы Уку...
— Смилуйся! Войди к нам в избу
Тело хворое распарить!
Облегчи мои страданья,
Беззащитной дай опору,
Погляди на мученицу,
Мать спаси ты ради сына!

#### Песнь третья
Сыновья Калева на охоте * Похищение Линды * Возвращение сыновей
Три сына усопшего Калева уходят на охоту. Линда остаётся дома одна, готовит сыновьям еду. Финский знахарь ветра Туслар, дальний родственник Калева, похищает Линду, чтобы сделать своей женой, и, хотя она изо всех сил борется с ним, колдует и лишает её сил. Могучий дед Пикне слышит крики Линды, спешит на помощь и пронзает Туслара молнией. Оглушённый колдун падает, а Линда, будучи силой неба вырвана из его объятий, превращается в каменную глыбу.
Когда вернувшиеся домой сыновья Калева обнаруживают пропажу матери, они пускаются на поиски, но нигде не находят её следов. Старший брат предлагает подкрепиться и лечь спать, а с утра продолжить поиски.
Средний брат тогда промолвил:
Он сказал слова такие:
— Волю мудрости небесной
Нам во сне объявит Уку.
Два брата ложатся спать, но младший, Калевипоэг, не хочет откладывать поиски и идёт за советом на могилу своего отца.

#### Песнь пятая
Калевипоэг в Суоми * Могучий дуб * Расправа с Тусларом
Калевипоэг видит умершую мать во сне:
Девушкою на качелях
Утром молодости ранней,
В светлом палисаде Уку,
Вся в лучах любви и счастья,
Сыну матушка явилась
И растаяла бесследно.

#### Песнь шестнадцатая
Постройка корабля и отплытие * Путешествие на край света * Лапландия и Варрак
Корабль Калевипоэга «Леннук», держа путь на крайний север, попал в грозу. Мореходы замерли от страха, но смелый Калевипоэг закричал:
— Духи севера! Мечите
В нас серебряные копья,
Золотом щитов играйте,
Наполняйте блеском небо,
Плеском огненно-пурпурным
Озаряйте нам дорогу!
Нас давно покинул месяц,
С нами солнышко рассталось.
Но оставил добрый Уку
Взмахи северных сияний!
В отместку за то, что полупсы-полулюди убили его коня, Калевипоэг стопудовой дубиной в гневе крушит всё вокруг на той незнакомой земле, куда он попал на своём корабле «Леннук». Но мудрец той земли скорбно укоряет Калевипоэга за то, что тот, свершая великий путь, превращает чужие земли «в тундру мёртвую, в болото», что умертвляет «встречные народы». Пожалев о своём внезапном гневе, Калевипоэг обращается с просьбой к Уку:
В той беде призвал он Уку:
Ты пошли приплод тюленям,
Дай прирост несметным рыбам,
Пригони сюда пернатых,
Повели приплыть деревьям,
Ты их выброси на берег,
И чтоб здесь, на благо людям
И грядущим поколеньям,
Густо нивы колосились!

#### Песня девятнадцатая
Калевипоэг заковывает Рогатого в цепи * Счастливые времена * Празднество и Книга мудрости * Вести о войне
Упоминается приношение даров Уку во время пиршества Калевипоэга:
Калевитян сын любимый
На пиру сидел с друзьями.
Над застольем — звон веселья,
Шутки, громкий смех и говор.
Пенясь, кованые чаши
По рукам мужей ходили.
Восклицая, гости пили.
Покровителю жилища
На пол — в дань — друзья роняли
Пену мёда кружевную.
Брагу, свежий хлеб и мясо
И горячую похлёбку
Ставили на камень Уку.